# Rémy Perrier
Rémy Perrier (Tulle, 14 giugno 1861 – Chaunac, 27 giugno 1936) è stato uno zoologo francese.
Era il fratello minore dello zoologo Edmond Perrier (1844-1921).
Ha studiato scienze naturali presso l'École Normale Supérieure, poi ha insegnato a Poitiers. Dal 1926 al 1931 era un professore di zoologia presso la Facoltà des Sciences di Parigi. È stato membro della Société des lettres, sciences et arts de la Corrèze.
Perrier si è specializzato nella ricerca sul Prosobranchia (una sottoclasse di chiocciole). Egli è anche ricordato per il suo studio di Holothuroidea.

## Pubblicazioni
A partire dal 1923, Perrier ha pubblicato La Faune de la France en synoptiques tableaux illustrés, un lavoro sulla zoologia pubblicata in dieci parti da Librairie Delagrave.
- 1A. Coelentérés, spongiaires, échinoderms. Sous-règne des protozoaires di Jean Delphy [1936].
- 1B. Vers et némathelminthes, di Jean Delphy [1935].
- 2. Arachnides et crustacés, con la collaborazione di Lucien Berland e Léon Bertin [1929].
- 3. Myriapodes, insectes inférieurs [1923].
- 4. Hémiptères, anoploures, mallopages, lépidoptères ... [1926].
- 5. Coléoptères (parte 1) [1927].
- 6. Coléoptères (parte 2) in collaborazione con Jean Delphy [1932].
- 7. Hyménoptères,di Lucien Berland, con la collaborazione di Raymond Benoist, Francis Bernard, Henri Maneval [1940].
- 8. Diptères, di Eugène Séguy [1937].
- 9. Bryozaires, brachiopodes, mollusques,  protocordés (amphioxus, tuniciers) con la collaborazione di Paul Fischer, et al. [1930].
- 10. Vertébrés, poissons, batraciens, reptiles, oiseaux, mammifères [1924].
  - Altre opere noti di Perrier sono:
- Recherches sur l'anatomie et l'histologie du rein des gastéropodes prosobranches, (1889) - La ricerca sulla anatomia e istologia del Prosobranchia
- Cours élémentaire de zoologie, (1899).[5]